# Дома 1128 км
Дома 1128 км — упразднённый населённый пункт в Ярском районе Удмуртии. Входил в состав Дизьминского сельского поселения. Исключен из учётных данных в 2021 году.

## География
Населённый пункт расположен на северо-западе республики, недалеко от юго-восточных окраин районного центра Яра.

## История
Населённый пункт появился при строительстве железной дороги. В селении жили семьи тех, кто обслуживал железнодорожную инфраструктуру.

## Население
| 2010 | 2012 |
| ---- | ---- |
| 0    | →0   |

Национальный состав
Согласно результатам переписи 2002 года, в национальной структуре населения русские составляли 100 % из 2 чел..

## Инфраструктура
Путевое хозяйство Ижевского региона Горьковской железной дороги. Действовал остановочный пункт 1128 км.